# 杰尼贝朗河
杰尼贝朗河是苏拉威西岛西南部约75 km长的河流，流域面积约760平方公里。
河流发源于2833 m高的巴瓦卡朗山（Bawakaraeng），向西穿过戈瓦县、塔卡拉尔县，在望加锡注入望加锡海峡。河水经常淹没城市，1976年时最为严重。
比里比里水坝位于河流下游约40 km处，大坝于1999年完工，水库储水量3.8亿立方米。
2004年3月26日，杰尼贝朗河上游发生山体滑坡，32人死亡。

## 资料来源
1. 1 2 3 4 5   (PDF).   [2010-06-23]. （原始内容 (PDF)存档于2011-06-07）.
2. ↑  . www.sabo-int.org.   [2010-06-23]. （原始内容存档于2017-08-12）.

5°11′35″S 119°22′53″E / 5.19306°S 119.38139°E